# Mansio

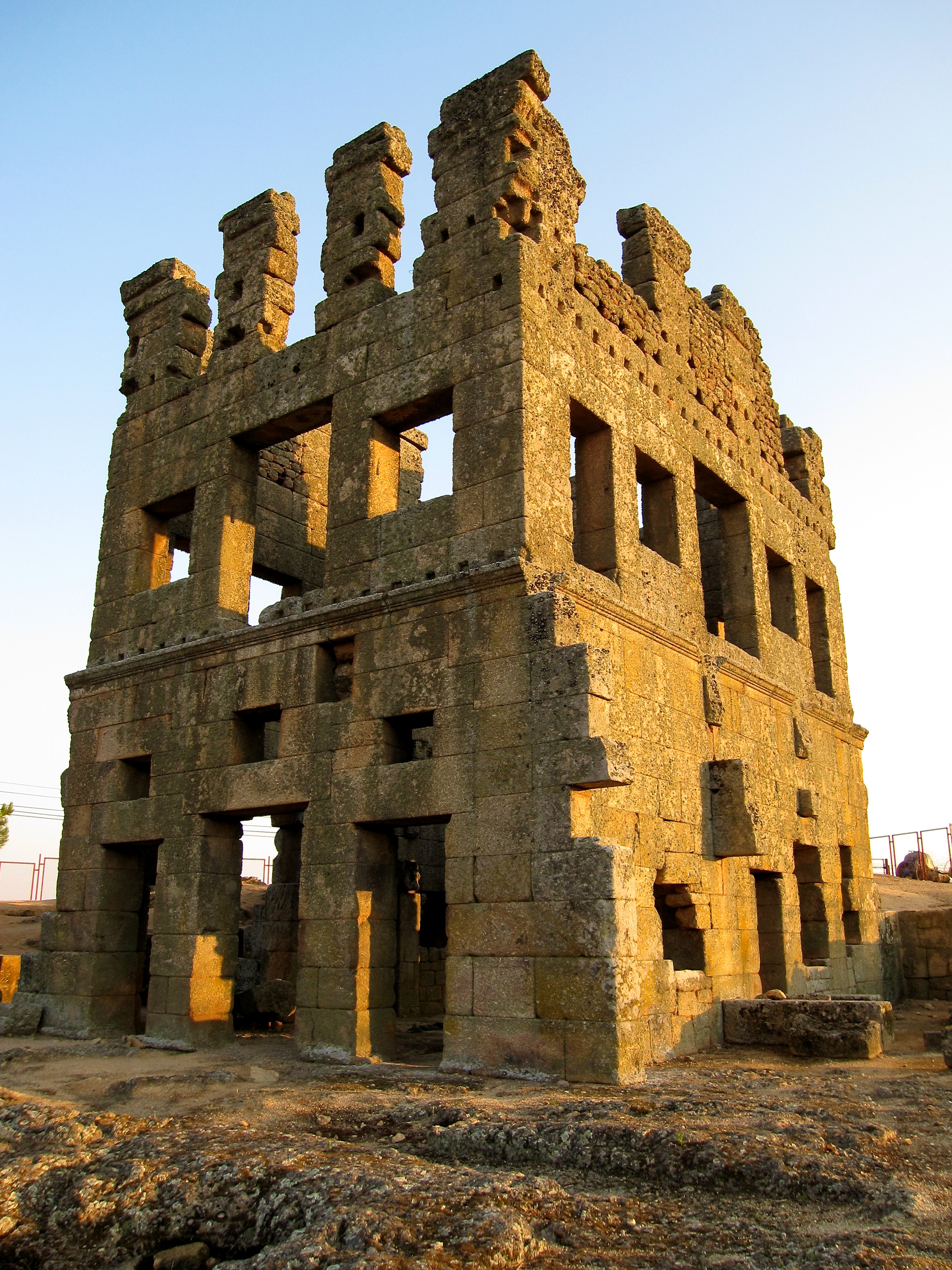
Torre de Centum Cellas, Belmonte. Mansio da via Merida-Bracarra

Mansio, no plural mansiones, era, na Roma Antiga, um edifício, mansão ou pousada, as vezes fortificada, propriedade do Estado, situado ao longo das vias romanas, destinado a albergar funcionários do Estado em viagem (funcionários civis e militares, do Curso público (Correios) e de particulares munidos duma licença diplomata dada pelo imperador). Essas pousadas disponibilizavam gratuitamente aos viajantes e seus acompanhantes comida e dormida assim como forragens e cortes para os animais ou troca desses se for necessário.

## Funcionamento
Como as grandes vias do Império eram usadas para o transporte de fundos públicos ou de minério precioso, provisões, armas e outros bens, nas mansiones, havia não só cavalos de disponíveis, mas também carroças de vários tipos, burros, bois para as necessidades dos correios e dos outros vários transportes do estado. Por isso nas mansiones havia sempre quarenta cavalos de reserva (lei 3, Código de Teodósio do Curso Público). Para a alimentação, estes locais eram abastecidos com palha, feno e aveia (lei de annona et tributis Cód. de Teodósio), e o mancipes era encarregado para ter sempre alguns animais de reserva (lei 35, lei 40 do cursu publ. Cód. Teod., Lei 8, Código Justiniano). Os stratores eram os escudeiros sob as ordens dos mancipes. Abaixo deles havia o catabulen que carregava e descarregava as carruagens, cargo ocupado muitas vezes por criminosos condenados a este tipo de servidão. Os muliones ou hippocomi eram os palafreneiros e enfim havia os (mulomedici) para cuidarem da saúde dos animais.
As mansiones situavam-se ao longo das estradas, depois de dois ou três mutationes conforme se vê no Itinerário Antonino. A distância entre duas mansiones correspondia à uma jornada de viagem com os meios de transporte da época. Esta distância era de mais ou menos 30 quilómetros, dependendo do tipo de via e do estado em que se encontrava. Cada mansio correspondia ao ponto final da jornada, sendo a Mutatio uma paragem intermédia de muda de animais com serviço de taberna.
Sempre que se reuniam as condições mínimas, as mansiones tendiam a converter-se em cabeceiras de civitates, por forma a facilitar tanto a administração local, como para nelas instalar os centros comerciais do território, assim como armazéns - horrea - alguns dos quais, como os destinados a produtos de primeira necessidade como o sal, eram imprescindíveis.
No latim literário da Roma Antiga, o termo tinha o significado de "morada" e "habitação", assim como de "hospedaria". Esta acepção da palavra continuou nas línguas românicas, de que é exemplo a "mansão" do português semi-erudito, com o significado de "habitação sumptuosa".